# 那覇空港インターチェンジ
那覇空港インターチェンジ（なはくうこうインターチェンジ）は、沖縄県那覇市にある沖縄西海岸道路（那覇西道路）のインターチェンジである。将来は小禄道路（那覇空港自動車道の一部）もここを起点に供用される予定。

## 歴史
- 2011年（平成23年）8月28日：若狭IC - 那覇空港IC間開通に伴い、供用開始[1]。

## 周辺
- 那覇空港
- 那覇空港駅（ゆいレール）
- 陸上自衛隊那覇駐屯地

## 接続する道路
- 直接接続
  - 国道332号

## 隣
沖縄西海岸道路（那覇西道路）
若狭IC - 那覇空港IC
E58 那覇空港自動車道（豊見城東道路・小禄道路）
那覇空港IC - 瀬長IC（事業中）